# Onir
Onir, pseudonimo di Anirban Dhar (Samtse, 30 aprile 1969), è un regista, sceneggiatore e produttore cinematografico indiano.

## Filmografia

### Regista
- Tiger's Nest - cortometraggio documentario (1991)
- Fallen Hero - cortometraggio documentario (1992)
- My Brother... Nikhil (2005)
- Bas Ek Pal (2006)
- Sorry Bhai! (2008)
- The Face (2011)
- I Am (2011)
- Raising The Bar (2016)
- Shab (2017)
- Kuchh Bheege Alfaaz (2018)

### Sceneggiatore
- My Brother... Nikhil, regia di Onir (2005)
- Bas Ek Pal, regia di Onir (2006)
- I Am, regia di Onir (2011)

### Produttore
- Sorry Bhai!, regia di Onir (2008)
- I Am, regia di Onir (2011)
- Chauranga, regia di Bikas Ranjan Mishra (2014)
- Raising The Bar, regia di Onir (2016)
- Aaba, regia di Amar Kaushik - cortometraggio (2017)
- Shab, regia di Onir (2017)
- Chalne Do, regia di Nikunj Rathod (2019)